# Lusklot
Lusklot är en ö nära Högsar i Nagu,  Finland. Den ligger i Skärgårdshavet i Pargas stad i den ekonomiska regionen  Åboland i landskapet Egentliga Finland, i den sydvästra delen av landet. Ön ligger omkring 2 kilometer norr om Högsar, 3 kilometer sydväst om Nagu kyrka, 38 kilometer sydväst om Åbo och omkring 170 kilometer väster om Helsingfors. Närmaste allmänna förbindelse är förbindelsebryggan vid Pärnäs som trafikeras av M/S Eivor och M/S Cheri. Lusklot ligger 8 meter över havet.
Öns area är 2 hektar och dess största längd är 230 meter i öst-västlig riktning. I omgivningarna runt Lusklot växer i huvudsak barrskog. Närmaste större samhälle är Nagu, 3,5 km nordost om Lusklot.